# Ixodes thomasae
Ixodes thomasae är en fästingart som beskrevs av Joseph Charles Arthur och Burrow 1957. Ixodes thomasae ingår i släktet Ixodes och familjen hårda fästingar. Inga underarter finns listade i Catalogue of Life.